# Roy (Colombie-Britannique)
Pour les articles homonymes, voir Roy.
Roy est une municipalité située dans la province de la Colombie-Britannique, dans le sud-ouest.